# Calfee Nunatak
Calfee Nunatak är en nunatak i Antarktis. Den ligger i Östantarktis. Nya Zeeland gör anspråk på området. Toppen på Calfee Nunatak är 1 928 meter över havet, eller 71 meter över den omgivande terrängen. Bredden vid basen är 1,2 km.
Terrängen runt Calfee Nunatak är kuperad österut, men västerut är den platt. Terrängen runt Calfee Nunatak sluttar brant västerut. Trakten är obefolkad. Det finns inga samhällen i närheten.